# Голенкова, Валентина Михайловна
Валентина Михайловна Голенкова (род. 7 мая 1992 года в Кировограде) — украинская спортивная гимнастка, участница Олимпийских игр 2008 года.

## Биография
В спортивную гимнастику Валентину Голенкову привёл дедушка (бывший акробат), когда ей было пять с половиной лет. Родителям Голенковой отдать дочь на гимнастику предложила чемпионка мира Олеся Дудник. Около года Валентина занималась под руководством Олеси Витальевны, а когда та поехала работать за границу, Голенкову перевели в группу к Светлане Скрипчук и Елене Мащенко, с которыми она работала и в дальнейшем.
Первые успехи к юной гимнастке пришли уже в шестилетнем возрасте. Тогда на областных соревнованиях, проходивших в Кировограде, Валентина заняла четвёртое место, результатом осталась недовольна. Однако в семь лет спортсменка получила серьёзную травму, она сломала локоть, и почти полгода вообще не тренировалась.
Набравшись необходимого соревновательного и тренировочного опыта, Валентина сначала попала в резерв, а уже потом и в основу сборной Украины. В 2007 году завоевала четыре «золота» (командное первенство, многоборье, брусья, бревно) и «серебро» (вольные упражнения) на Европейских молодёжных Олимпийских днях. В 2008 году — два «серебра» на Кубке Украины (многоборье, вольные упражнения), а также «золото» (вольные упражнения), «серебро» (брусья), и две «бронзы» (многоборье, бревно) на чемпионате Украины. В том же году Голенкова поехала на Олимпийские игры в Пекин. Выполняя упражнения на бревне, гимнастка упала, в итоге заняла общее 37-е место.
После пекинских Игр Голенкова хотела завершить карьеру. А в 2010 году кировоградская гимнастка получила серьёзную травму спины, но всё-таки не бросила спорт. Валентина восстановилась и на Универсиаде 2011 в командном многоборье завоевала серебро. На чемпионате Украины 2013 года она заняла второе место. А из спорта Валентина ушла после того, как приняла участие в Универсиаде 2013 года в Казани.
Голенкова училась в Александрийском педагогическом колледже, откуда сразу поступила на третий курс факультета физического воспитания Кировоградского педуниверситета. В своё время она также в течение девяти месяцев работала учителем физической культуры в пятой гимназии. Перед этим работала в областном отделении НОК Украины.